# Olios oberzelleri
Olios oberzelleri là một loài nhện trong họ Sparassidae.
Loài này thuộc chi Olios. Olios oberzelleri được miêu tả năm 1966 bởi Kritscher.